# Geheime Staatskonferenz
El Geheime Staatskonferenz (o simplemente Konferenzrat) (en alemán, Conferencia Íntima de Estado) fue un órgano político colegiado del Imperio austríaco durante el período conocido como Vormärz, especialmente relevante en el reinado de Fernando I.

## Historia

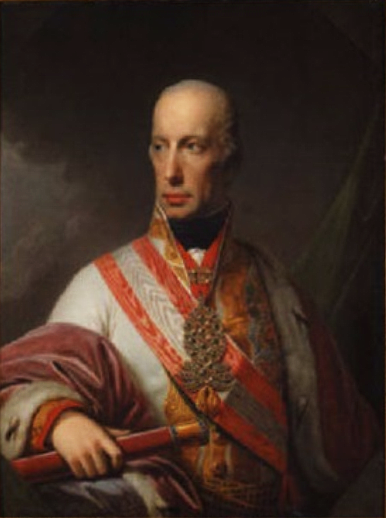
Francisco I de Austria quien formó el órgano en 1814, por Lampi.

En el siglo XVIII se utilizó este nombre para designar un órgano político de la Monarquía Habsburgica.
Fue creado el 18 de febrero de 1814 por el emperador Francisco I de Austria con objeto de contar con un órgano superior al Staatsrat (Consejo de Estado). El órgano ha llegado a ser considerado como el verdadero órgano de gobierno de un sistema político definido tradicionalmente como absolutista.
 

El período de mayor importancia para el órgano coincidió con el reinado del sucesor e hijo primogénito de Francisco I, Fernando I. Debido a una cierta incapacidad mental de este último, Francisco I dejó establecido en su testamento que los asuntos de mayor importancia para el Imperio serían tratados por la Geheime Staatskonferenz y fijó su composición para el reinado de su hijo primogénito. El príncipe Metternich, canciller del Imperio, escribió que el nuevo emperador:
tiene necesidad de ser guiado.
La primera reunión de la Geheime Staatskonferenz en el reinado de Fernando I se produjo el 12 de diciembre de 1835, tras haberse establecido de forma más concreta sus características en el nuevo reinado hacia octubre de ese año.
Tuvo su última reunión el 17 de marzo de 1848, tras la dimisión del príncipe de Metternich como canciller del Imperio austríaco, ocurrida el día 13 de ese mes. El 21 de marzo de 1848 sería finalmente remplazado por un ministerio de Estado, presidido por el conde Franz Anton von Kolowrat-Liebsteinsky, precisamente miembro del órgano.

## Composición y funciones
El testamento de Francisco I dejó establecida la composición que debía de tener el órgano durante el reinado de su hijo:

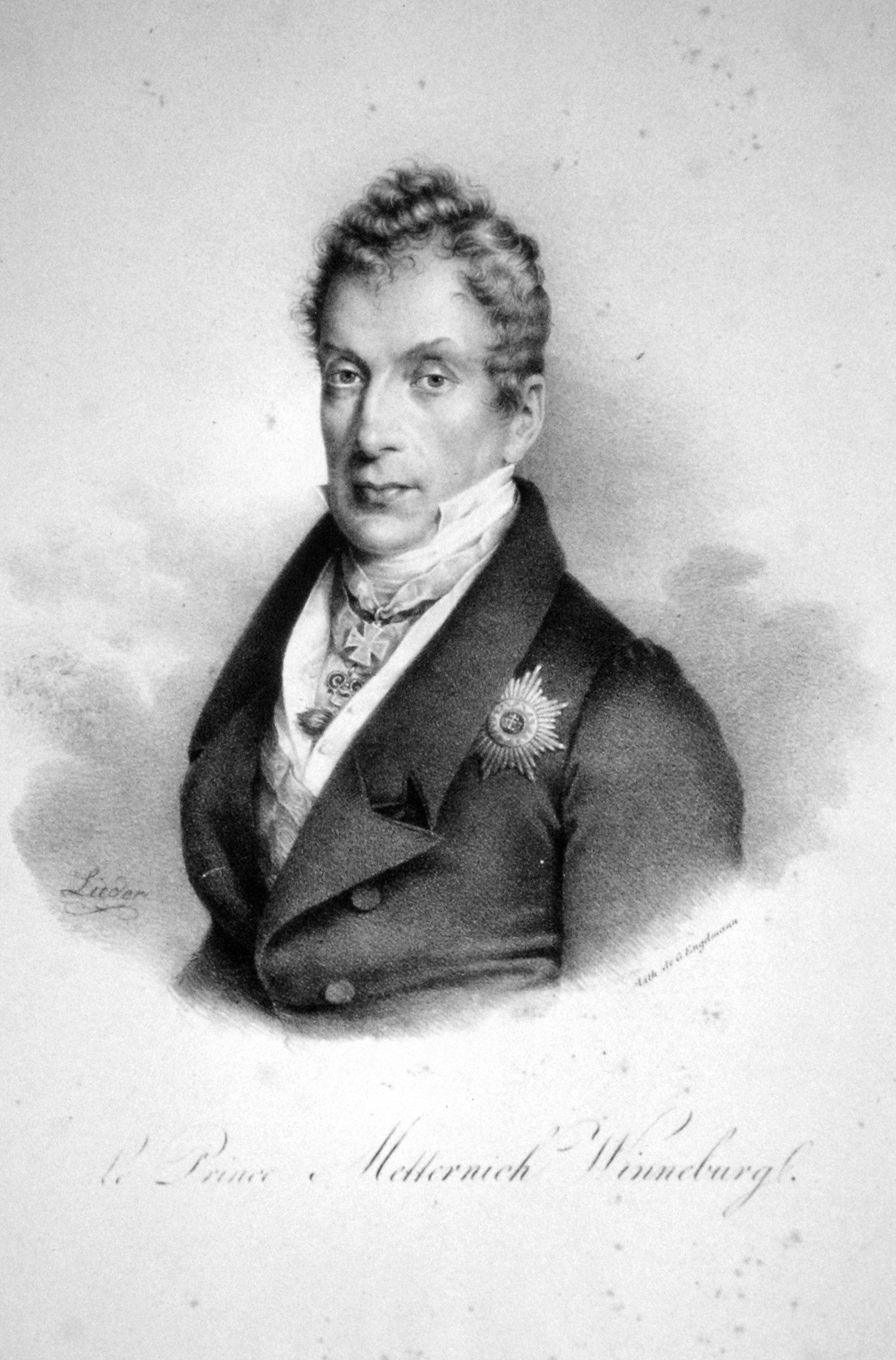
El príncipe de Metternich, miembro del Geheime Staatskonferenz y canciller del Imperio austríaco por Friedrich Gottlieb Lieder.

- El príncipe de Metternich, miembro del Geheime Staatskonferenz y canciller del Imperio austríaco por Friedrich Gottlieb Lieder.el archiduque Francisco Carlos, hermano de Fernando I y padre del futuro Francisco José I;
- el archiduque Luis, tío de Fernando I;
- el conde Franz Anton von Kolowrat-Liebsteinsky .

Tras la muerte de Francisco I, a los miembros anteriores se uniría como miembro permanente el príncipe de Metternich. Este órgano contaba también con miembros temporales elegibles de entre los jefes de sección del Staatsrat, los consejeros de estado y conferencias y los presidentes de los Dicasterios Aúlicos Supremos. La presidencia del órgano se encontraba confiada al emperador.
Además el órgano contaba con una oficina formada por un director, un oficial y un registrant.
Sus funciones se limitaban a tratar temas de importancia que eran tratados por el Staatsrat dentro de sus competencias.

### Individuales
1. ↑  Hermann, Robert (1977). Geschichte Deutschlands. [Ismaning] : Heuber ; Paderborn : Schöningh. p. 145. ISBN 978-3-19-009083-9. Consultado el 7 de noviembre de 2022.
2. ↑  Heimann, Heinz-Dieter (17 de agosto de 2017). Die Habsburger: Dynastie und Kaiserreiche (en alemán). C.H.Beck. ISBN 978-3-406-69329-8. Consultado el 7 de noviembre de 2022.
3. ↑  Brusatti, Alois; Spar-Casse, Erste Österreichische (1969). Wien am Graben 21: 150 Jahre Erste Oesterreichische Spar-Casse. 150 Jahre oesterreichische Geschichte (en alemán). Die Spar-Casse. p. 23. Consultado el 7 de noviembre de 2022.
4. ↑  Choherr, Thomas (2013). Eine kurze Geschichte Österreichs : Ereignisse, Persönlichkeiten, Jahreszahlen. Wien : Ueberreuter. p. 119. ISBN 978-3-8000-7552-2. Consultado el 7 de noviembre de 2022.
5. ↑  Wagar, Chip (15 de octubre de 2018). Double Emperor: The Life and Times of Francis of Austria (en inglés). Rowman & Littlefield. p. 221. ISBN 978-0-7618-7078-4. Consultado el 7 de noviembre de 2022.
6. ↑  Metternich, Klemens von (1881). «1191. Metternich à Ficquelmont , à Saint-Pétersbourg; (Lettre confidentielle). Vienne, le 2 avril 1835.».  En E. Plon, Nourrit et cie, ed. Memoires, documents et ecrits divers laisses par le prince de Metternich, chancelier de cour et d'Etat (en francés) 6. París: E. Plon. p. 6. Wikidata Q115136170.
7. ↑  Ackerl, Isabella (20 de octubre de 2008). Geschichte Österreichs in Daten: Von 1804 bis heute (en alemán). marixverlag. ISBN 978-3-8438-0046-4. Consultado el 7 de noviembre de 2022.
8. ↑  Zichy-Ferraris, Melanie (1881). «1245. Journal de la princesse Mélanie. 29 Octobre.».  En E. Plon, Nourrit et cie, ed. Memoires, documents et ecrits divers laisses par le prince de Metternich, chancelier de cour et d'Etat (en francés) 6. París: E. Plon. p. 128. Wikidata Q115136170.
9. ↑  «Vienna». Camden Fifth Series (28): 399-455. Julio de 2006.
10. 1 2  «Hof- und Staatshandbuch des österreichischen Kaiserthumes fur das jähr 1846». Hof- und Staatshandbuch des österreichischen Kaiserthumes (en alemán) (Viena): 181. 1846.
11. ↑  Radvany, E. (6 de diciembre de 2012). Metternich’s Projects for Reform in Austria (en inglés). Springer Science & Business Media. pp. 94-95. ISBN 978-94-010-2974-2. Consultado el 10 de noviembre de 2022.